# Huesca
Huesca (Huesca en espagnol, Uesca en aragonais) est une ville du Nord de l'Espagne, capitale de la province du même nom, dans la communauté autonome d'Aragon et la comarque de Hoya de Huesca.

## Géographie
Située dans le Hoya de Huesca, l'altitude moyenne de la ville est de 490 m. Elle est traversée par la rivière Isuela (es), se trouve au sud de la Sierra de guara dans les pré-Pyrénées et à quelques kilomètres du col de Monrepós.
La province se trouve sur le versant sud des Pyrénées.
La région Aragon/Province de Huesca est frontalière avec la Navarre, la France, la Catalogne et la province espagnole aragonaise de Saragosse.
Les communes limitrophes sont Albero Bajo, Alerre, Banastás, Nueno, Loporzano, Quicena, Tierz, Monflorite-Lascasas, Sangarrén, Vicién, Almudévar, Chimillas, La Sotonera et Igriés.

### Climat
La ville de Huesca est soumise à un climat méditerranéen continental : les hivers sont relativement modérés, avec des gels fréquents et de la neige occasionnelle et des températures pouvant descendre à −6 °C ; les étés sont très chauds avec en juillet et août des températures presque tous les jours supérieures à 30 °C.
La température moyenne à Huesca est de 13 °C, avec un maximum enregistré à l'aéroport de 42,6 °C et un minimum de −17 °C.
Elle reçoit des précipitations de 500 mm/an.
Les mois les plus pluvieux sont novembre et décembre.
| Mois                                  | jan.       | fév.       | mars      | avril   | mai       | juin      | jui.      | août      | sep.      | oct.      | nov.      | déc.       | année      |
| ------------------------------------- | ---------- | ---------- | --------- | ------- | --------- | --------- | --------- | --------- | --------- | --------- | --------- | ---------- | ---------- |
| Température minimale moyenne (°C)     | 1,4        | 2,2        | 4,5       | 6,2     | 9,8       | 13,8      | 16,5      | 16,6      | 13,6      | 10,1      | 5,2       | 1,9        | 8,4        |
| Température moyenne (°C)              | 5,2        | 6,9        | 10,1      | 12,1    | 16,1      | 21        | 24,1      | 23,7      | 19,8      | 15        | 9,3       | 5,5        | 14         |
| Température maximale moyenne (°C)     | 9          | 11,6       | 15,7      | 18      | 22,3      | 28,1      | 31,6      | 30,9      | 25,9      | 19,8      | 13,4      | 9,2        | 19,6       |
| Record de froid (°C) date du record   | −12,6 1985 | −13,2 1956 | −8,6 2005 | −3 1991 | −1,5 1945 | 3,6 1975  | 4,5 1945  | 7 1986    | 4,2 2007  | −0,4 1966 | −8,2 1988 | −10,8 2001 | −13,2 1956 |
| Record de chaleur (°C) date du record | 20,3 2003  | 22,3 2019  | 26,2 1981 | 31 1945 | 35,1 2015 | 41,2 2019 | 42,6 1982 | 41,4 2012 | 39,2 1988 | 30,6 2011 | 24,8 1985 | 19,6 1998  | 42,6 1982  |
| Nombre de jours avec gel              | 10,3       | 7          | 3,5       | 0,8     | 0         | 0         | 0         | 0         | 0         | 0         | 2,8       | 9,7        | 34,2       |
| Ensoleillement (h)                    | 138        | 173        | 230       | 243     | 275       | 302       | 346       | 314       | 247       | 197       | 146       | 123        | 2 732      |
| Précipitations (mm)                   | 31         | 28         | 30        | 53      | 52        | 33        | 22        | 29        | 48        | 60        | 47        | 44         | 480        |
| Nombre de jours avec précipitations   | 5          | 4,5        | 4,2       | 6,4     | 7,3       | 4,3       | 3,1       | 3,3       | 4,4       | 6,5       | 5,8       | 6          | 60,7       |
| Humidité relative (%)                 | 78         | 70         | 61        | 60      | 57        | 50        | 47        | 50        | 57        | 67        | 76        | 81         | 63         |
| Nombre de jours avec neige            | 1          | 0,8        | 0,4       | 0,1     | 0         | 0         | 0         | 0         | 0         | 0         | 0,1       | 0,8        | 3,2        |
| Nombre de jours d'orage               | 0,2        | 0,1        | 0,2       | 1,3     | 3,3       | 3,7       | 3,7       | 3,9       | 3,2       | 1,1       | 0,2       | 0,1        | 21,3       |
| Nombre de jours avec brouillard       | 7,3        | 3,4        | 1,3       | 1,3     | 1,3       | 0,3       | 0,2       | 0,2       | 0,7       | 1,6       | 5,6       | 8,4        | 33,4       |

| Diagramme climatique                                  |           |           |         |           |            |            |            |            |            |           |          |
| J                                                     | F         | M         | A       | M         | J          | J          | A          | S          | O          | N         | D        |
| 91,431                                                | 11,62,228 | 15,74,530 | 186,253 | 22,39,852 | 28,113,833 | 31,616,522 | 30,916,629 | 25,913,648 | 19,810,160 | 13,45,247 | 9,21,944 |
| Moyennes : • Temp. maxi et mini °C • Précipitation mm |           |           |         |           |            |            |            |            |            |           |          |

## Histoire

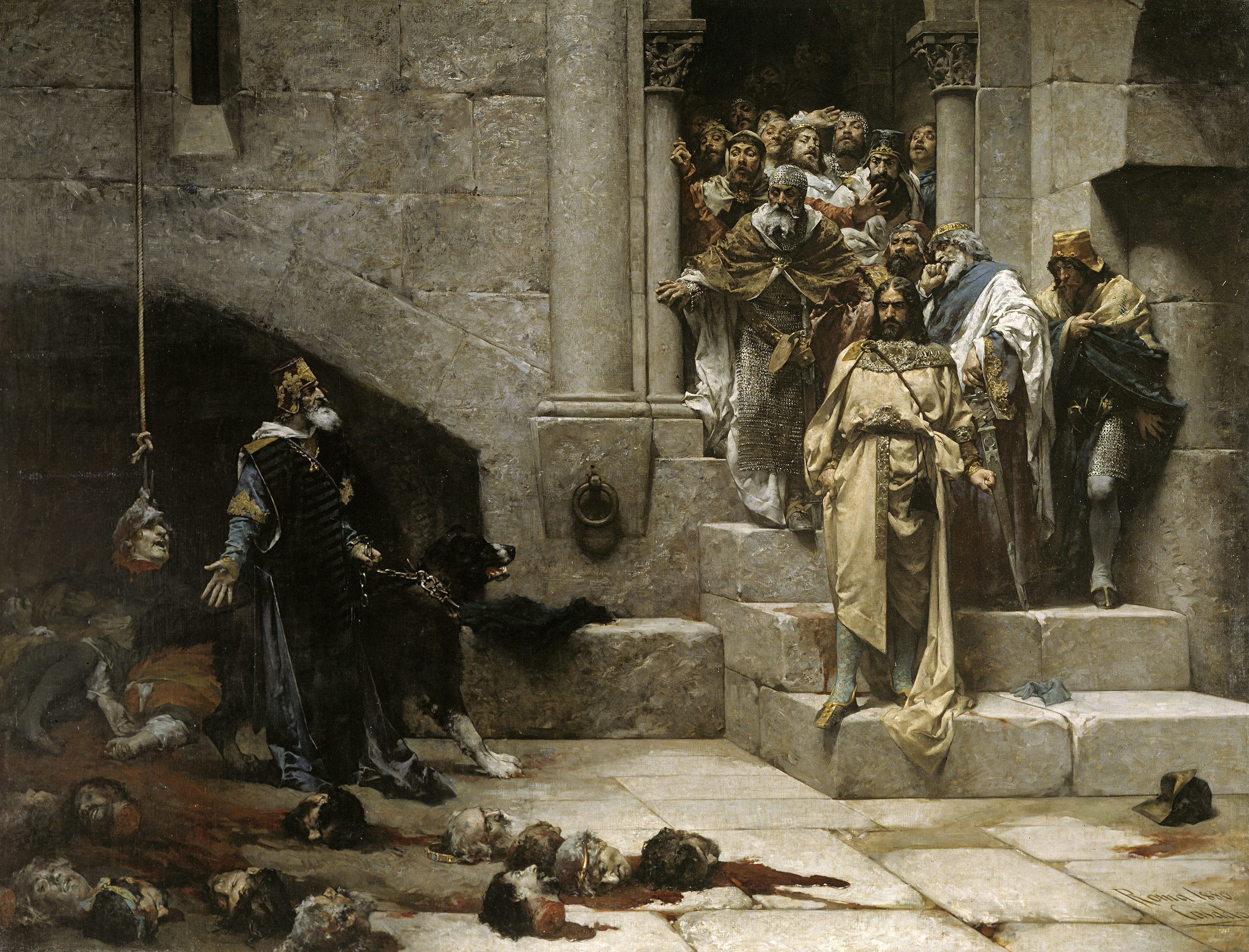
La campana de Huesca.

La découverte de silex et de céramiques appuie l'hypothèse que les premiers hommes s'établissent à cet endroit dès le néolithique, il y a environ 6 000 ans.
- Huesca naît avec les Ibères, à l'époque pré-romaine, sous le nom de Bolskan. Vers 179 av. J.-C., elle est conquise par le préteur romain Terentius Varron qui la renomme Osca. Elle appartient alors à la province d'Hispanie citérieure, puis à la Tarraconaise. Elle est choisie comme lieu de résidence et comme « siège » de Quintus Sertorius, qui y établit un sénat de 300 membres et crée l'Académie de latinité pour les enfants des familles locales, de laquelle l'université Sertoriana de Huesca, une des plus anciennes d'Espagne, se considère comme la descendante.
- Avec les Wisigoths, la ville est érigée en évêché, dépendant de l'archidiocèse de Tarragone.
- Conquise par les Arabes en 719 par pacte ou capitulation, elle fait partie, après l'effondrement du califat de Cordoue, de la taïfa de Saragosse.
- En 797, Louis le Pieux roi d’Aquitaine, fils de Charlemagne, mène le siège de la ville[3].
- La ville est conquise en 1096 par Pierre Ier d'Aragon qui en fait sa capitale. Huesca est à l'origine de la légende de la Campana de Huesca (cloche de Huesca), au cours de laquelle le roi Ramire II aurait fait décapiter douze nobles qui s'opposaient à lui.

Le peintre de la Renaissance Juan Soreda a travaillé au retable de la collégiale de Bolea. On y observe l'emprise du castillan Juan de Borgoña.
- Le territoire a été constitué en province en 1833.

- Du 12 au 19 juin 1937 se déroula l'offensive de Huesca durant la Guerre d'Espagne. La bataille coûta la vie à 9 000 soldats. L'écrivain anglais George Orwell, alors combattant dans les milices du P.O.U.M., fut blessé à la gorge par une balle, frôlant à « 1 millimètre » son artère[6].

## Politique et administration

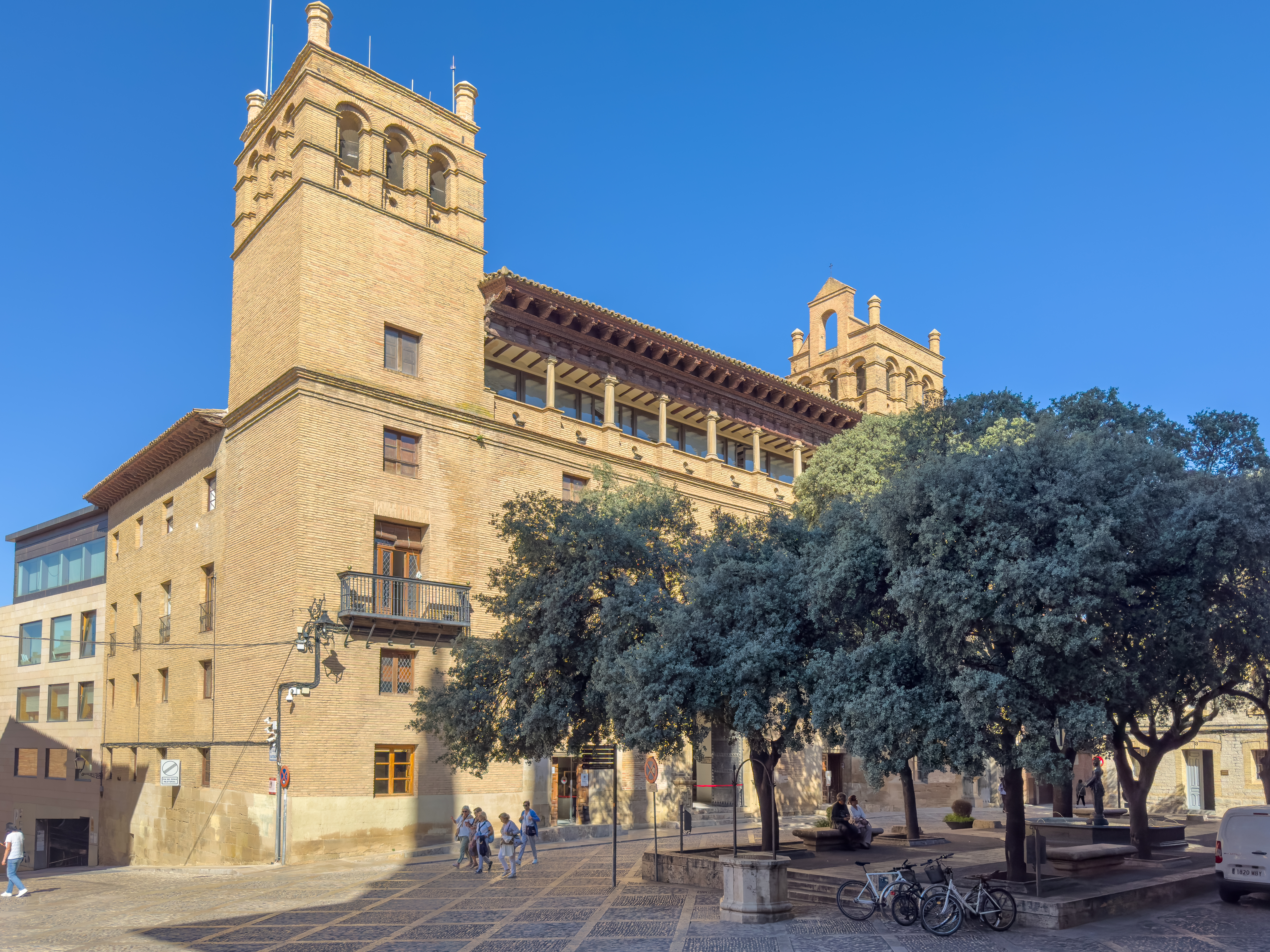
L'hôtel de ville de Huesca.

Huesca appartient à la province éponyme et à la comarque de Hoya de Huesca, dont elle constitue la capitale, ainsi qu'à la communauté autonome d'Aragon. Elle accueille donc le siège de la députation provinciale.

### Conseil municipal
Lors des élections municipales du 26 mai 2019, la ville de Huesca comptait 52 643 habitants. Son conseil municipal (Pleno del Ayuntamiento) se compose donc de 25 élus.
| Parti | Parti      | 1979 | 1983 | 1987 | 1991 | 1995 | 1999 | 2003 | 2007 | 2011 | 2015 | 2019 | 2023 |
| ----- | ---------- | ---- | ---- | ---- | ---- | ---- | ---- | ---- | ---- | ---- | ---- | ---- | ---- |
|       | ASP        |      |      |      |      |      |      |      |      |      | 2    |      |      |
|       | CAMBIAR    |      |      |      |      |      |      |      |      |      | 4    |      |      |
|       | CDS        |      |      | 2    | 1    |      |      |      |      |      |      |      |      |
|       | CHA        |      |      |      | 1    | 3    | 3    | 2    | 2    | 2    |      |      |      |
|       | Cs         |      |      |      |      |      |      |      |      |      | 2    | 3    |      |
|       | Con Huesca |      |      |      |      |      |      |      |      |      |      | 2    |      |
|       | IH         | 2    |      |      |      |      |      |      |      |      |      |      |      |
|       | PCE        | 1    |      |      | 2    | 2    | 1    |      | 1    | 1    |      |      |      |
|       | IU         | 1    |      |      | 2    | 2    | 1    |      | 1    | 1    |      |      |      |
|       | MCA        | 1    |      |      |      |      |      |      |      |      |      |      |      |
|       | PAR        |      | 1    | 4    | 5    | 6    | 3    | 1    | 2    | 2    |      |      |      |
|       | CD         |      | 9    | 5    | 5    | 7    | 7    | 6    | 7    | 11   | 9    | 9    | 12   |
|       | CP         |      | 9    | 5    | 5    | 7    | 7    | 6    | 7    | 11   | 9    | 9    | 12   |
|       | AP         |      | 9    | 5    | 5    | 7    | 7    | 6    | 7    | 11   | 9    | 9    | 12   |
|       | PP         |      | 9    | 5    | 5    | 7    | 7    | 6    | 7    | 11   | 9    | 9    | 12   |
|       | PSOE       | 7    | 11   | 10   | 8    | 5    | 7    | 12   | 9    | 9    | 8    | 10   | 10   |
|       | UCD        | 10   |      |      |      |      |      |      |      |      |      |      |      |
|       | Vox        |      |      |      |      |      |      |      |      |      |      | 1    | 3    |
| Total | Total      | 21   | 21   | 21   | 21   | 21   | 21   | 21   | 21   | 25   | 25   | 25   | 25   |

### Liste des maires
| Mandature | Maire | Maire                                                | Parti |
| --------- | ----- | ---------------------------------------------------- | ----- |
| 1979-1983 |       | José Antonio Llanas Almudévar (es)                   | UCD   |
| 1983-1987 |       | Enrique Sánchez Carrasco (es)                        | PSOE  |
| 1987-1991 |       | Enrique Sánchez Carrasco (es)                        | PSOE  |
| 1991-1995 |       | Enrique Sánchez Carrasco (es)                        | PSOE  |
| 1995-1999 |       | Luis Acín Boned (es)                                 | PAR   |
| 1995-1999 |       | José Luis Rubio Gracia (1997)                        | PP    |
| 1999-2003 |       | Fernando Elboj Broto (es)                            | PSOE  |
| 2003-2007 |       | Fernando Elboj Broto (es)                            | PSOE  |
| 2007-2011 |       | Fernando Elboj Broto (es) Luis Felipe Serrate (2010) | PSOE  |
| 2011-2015 |       | Ana Alós                                             | PP    |
| 2015-2019 |       | Luis Felipe Serrate                                  | PSOE  |
| 2019-2023 |       | Luis Felipe Serrate                                  | PSOE  |
| 2023-2027 |       | Lorena Orduna                                        | PP    |

## Démographie
| Évolution 1900 - 2009 | Évolution 1900 - 2009 |
| --------------------- | --------------------- |
| Année                 | Total Commune         |
| 1900                  | 12 126                |
| 1910                  | 12 419                |
| 1920                  | 13 921                |
| 1930                  | 14 632                |
| 1940                  | 17 730                |
| 1950                  | 21 332                |
| 1960                  | 24 377                |
| 1970                  | 33 185                |
| 1981                  | 44 372                |
| 1991                  | 50 085                |
| 2001                  | 45 874                |
| 2009                  | 52 059                |

## Langues

Répartition des langues en Aragon.

Huesca contenait les dernières zones de parler aragonais (fabla, ce qui signifie langue en aragonais) dans certaines vallées des Pyrénées (vallée de la rivière Aragon, Sobrarbe, Ribagorza occidental). Il existe également plusieurs zones de parler catalan dans la frange est (Ribagorza oriental, Litera, Bajo Cinca oriental). On y a anciennement parlé le basque.

## Économie
En 2007, un aéroport est construit à Huesca. Il est fermé en avril 2011 faute de rentabilité. Il accueillait 6000 passagers par an alors que le gouvernement en prévoyait 160 000.

## Lieux et monuments
- Cathédrale de Huesca.
- Hôtel de ville du XVIe siècle
- Église San Pedro el Viejo
- Musée provincial
- Casino de Huesca
- Murs arabes
- Église San Lorenzo
- Pont San Miguel
- Église et couvent San Miguel
- Parc Miguel Servet
- CDAN, Centre d'Art et Nature

## Personnalités

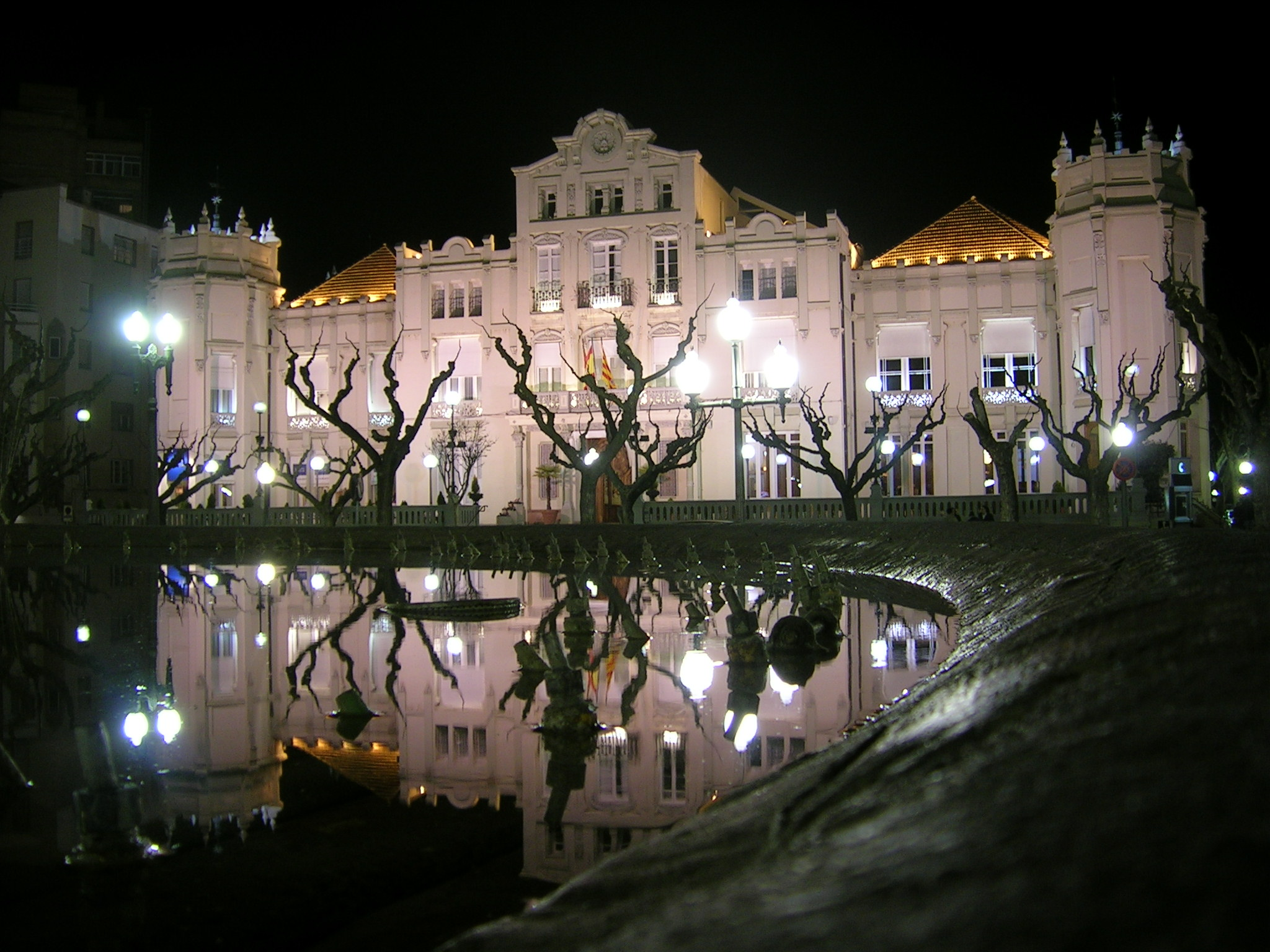
L'ancien casino municipal de Huesca.

- Saint Laurent (225 - 258), archidiacre à Rome et martyr chrétien.
- Saint Vincent († 304), diacre à Saragosse et martyr.
- Élodie et Nunilone († 851), sœurs, saintes martyres.
- Bahlul Ibn Marzuq († 802), chef muwallad devenu wali de Huesca.
- Pedro Alfonso (1062 - 1140), écrivain, théologien et astronome.
- Pétronille d'Aragon (1136 - 1173), reine d'Aragon.
- Alphonse II d'Aragon (1157 - 1196), roi d'Aragon.
- Pierre II d'Aragon (1178 - 1213), roi d'Aragon.
- Jacques II d'Aragon (1267 - 1327), roi d'Aragon.
- Lastanosa Vincêncio John (1607 - 1681), parrain du baroque et mécène de Baltasar Gracian.
- Lucas Mallada (1841 - 1921), écrivain régénérateur, géographe et paléontologue.
- Fidel Pagés (1886 - 1923), chirurgien, le découvreur de l'anesthésie péridurale.
- Ramón Acín Aquilué (1888 -1936), artiste et militant anarchiste.
- Concha Monrás (1898 - 1936), pianiste fusillée à Huesca par les nationalistes durant la guerre d'Espagne.
- María Sánchez Arbós (1889 - 1976), pédagogue espagnole liée à l'Institution libre d'enseignement.
- Pepin Bello (1904 - 2008), un membre de la Génération de 27.
- Julio Alejandro (1906 - 1995), écrivain, scénariste des films de Luis Buñuel.
- Jaime Gaspar et Auría (1920 - 1993), homme politique et professeur.
- Katia Acín Monrás (1923-2004), artiste peintre.
- Sol Acín (1925- 1998), écrivaine[10].
- Antonio Saura (1930 - 1998), peintre.
- Carlos Saura (1932 - 2023), réalisateur de films.
- Josep Antoni Acebillo i Marín (1946-), architecte chargé de l'urbanisme de Barcelone sous la transition démocratique, après la mort du dictateur Franco.
- Pilar Nasarre (1956), écrivain.
- Megan Montaner (1987), actrice

## Festivités
- 22 janvier : Saint Vincent.
- 23 avril : Saint Georges, fêté en Aragón.
- Chaque année, la San Lorenzo (Saint Laurent) est fêtée du 9 au 15 août. En général, les 2 premiers jours de la fête sont fériés à Huesca et les commerces sont fermés.

## Sport
La ville dispose d'un important club de handball, le BM Huesca, ainsi qu'un club de foot évoluant dans La Liga (première division espagnole), le SD Huesca.

## Jumelages
- Tarbes (France)